# 沐英
沐英（1345年—1392年6月7日），字文英，又名朱英，濠州定远（今属安徽）人，汉族，明朝开国名将，朱元璋养子，封西平侯，去世後追封黔寧王。
沐英十八岁时授帐前都尉，守镇江，后随大军入福建，以功迁大都督府佥事。洪武十年（1377年），充征西副将军，讨西蕃。封西平侯。洪武十四年（1381年），为右副将军与傅友德、蓝玉率兵30万攻讨云南。云南平定后，沐英留滇镇守，大兴屯田，劝课农桑。洪武二十五年（1392年），在云南逝世。

## 生平

### 早期经历
沐英幼年时，父亲早死，随母避兵乱，母又死，八岁时被朱元璋收为义子，从朱姓，在朱元璋夫妇身边生活。当时朱元璋已投郭子兴部下为兵，沐英小时是在战乱、兵营、征途中度过的。至正二十一年（1362年），沐英十八岁时，授为帐前都尉，驻守镇江。后升为指挥使，驻守广信。不久，跟随征讨福建，攻克分水关，夺取崇安，另外又攻克闵溪十八寨，生擒冯谷保。朱元璋这时命他恢复沐姓。沐英移军镇守建宁，节制邵武、延平、汀州三卫。不久，升为大都督府佥事，晋升为同知。大都督府中机务繁杂堆积，沐英虽年轻，却聪明敏悟，剖决事务，毫无遗漏。孝慈高皇后多次称赞他的才干，朱元璋也十分器重他。
洪武九年（1376年），沐英受命前往关中地区，抵达熙河，询问民间疾苦，发现有不利民众之事，便加以更置，然后上奏。第二年，沐英担任征西副将军，跟随卫国公邓愈征讨西蕃，西攻川、藏，到达昆仑山。因功劳颇多，被封为开国辅运推诚宣力武臣、荣禄大夫、柱国、西平侯，年禄二千五百石，并被授世券。第二年，沐英被授为征西将军，征讨西番，在土门峡将其击败。然后取道洮州，俘获其首领阿昌失纳，又在东笼山筑城，击擒酋长三副使、瘿嗉子等，平定朵甘纳儿七站，拓地数千里，俘获男女二万、各种牲畜二十余万，才班师回朝。元朝国公脱火赤等驻扎和林，屡次骚扰明朝边境。洪武十三年（1380年），沐英受命总领陕西军队出塞，攻取亦集乃路，横渡黄河，攀越贺兰山，涉过流沙，七天之后到达和林。兵分四路夜间进击，沐英亲自率领骁勇骑兵直冲敌军中坚。擒拿脱火赤及知院爱足等，俘获全部敌军而返。第二年，沐英又随徐达北征，分道出塞，攻取公主山长寨，攻克全宁四部，然后渡过胪朐河，生擒知院李宣，并尽俘其部众。

### 平定云南
洪武十四年（1381年）秋，沐英担任征南右副将军，与永昌侯蓝玉一起跟随傅友德攻取云南。元梁王把匝剌瓦尔密派遣平章达里麻率军十余万在曲靖抵御。沐英乘大雾率军直趋白石江。雾散之后，两军相望，达里麻大惊。傅友德想马上渡江，沐英则说：“我军应停止前进，因为我担心会被敌军所扼。”于是率领诸军严阵江边，制造即将渡江的声势。另外却派遣奇兵从下游渡江，出现在元军之后，在山谷中张开迷惑元军的旗帜，并且每人吹一铜角。元军大受惊扰。沐英迅速指挥军队渡江，命令善于潜水者先行，用长刀直砍元军。元军退却，明军全部渡江。鏖战良久，明军又派出铁骑，于是大败元军，生擒达里麻，尸骸遍布十余里。明军长驱直入云南，梁王逃亡途中自杀，右丞观音保以云南城投降，属郡全被攻下。
段氏凭借点苍山、洱海，扼住龙首、龙尾两关。两关为南诏所筑，由土酋段世驻守。沐英自己率军直抵下关，派遣王弼由洱水东趋上关，胡海由石门抄小路渡河，攀上点苍山，树立旗帜。沐英率军横渡河流、闯关而进，山上军队也奔驰而下，夹击元军，擒获段世。然后分兵收取还未归附的诸少数民族，设官立卫驻守。这才率军返回，与傅友德在滇池会合，分道平定乌撒、东川、建昌、芒部诸少数民族，设立乌撒、毕节二卫。土酋杨苴等又煽动诸少数民族二十余万人包围云南城。沐英奔赴援救，少数民族军溃窜山谷之中，沐英分兵将其捕灭，斩首六万。第二年，朱元璋下诏命傅友德及蓝玉班师回朝，而留下沐英镇守云南。

### 镇守云南
洪武十七年（1384年），曲靖亦佐酋叛乱，沐英将其征讨降服。并趁机平定普定、广南诸少数民族，打通田州粮道。洪武二十年，平定浪穹少数民族，并奉诏自永宁至大理，每六十里设一堡垒，留下军队屯田。第二年，百夷思伦发反叛，诱使少数民族入侵摩沙勒寨，沐英派遣都督宁正率军将其击败。洪武二十二年，思伦发再次攻打定边县（位于今天的大理白族自治州境内），军队号称三十万。沐英挑选骑兵三万奔往援救，设置三行火炮劲弩。少数民族军驱赶百象，身披甲衣，肩扛栏盾，左右挟着大竹筒，筒中装设标枪，锐气十足。沐英将军队分成三路，都督冯诚率领前军，宁正率领左军，都指挥同知汤昭率领右军。即将开战，沐英下令道：“今日之战，有进无退。”于是乘风大呼，炮弩齐发，象都掉头而跑。昔剌亦是少数民族枭将，他殊死而战，左军稍有退却。沐英登高望见此情形，抽出佩刀，命令左右将左帅首级砍来。左帅见一人握刀奔下，心中恐惧，奋力大呼而突入阵中。大军乘机冲杀，斩首四万余人，生获三十七头象，其余的象全被射死。少数民族将帅各遭百余箭，伏在象背死去。思伦发逃走，诸少数民族深受震慑，麓川从此不再被阻塞。
不久，沐英会合颍国公傅友德讨平东川少数民族，又平息越州酋长阿资及广西阿赤部。这年冬天，沐英入朝觐见，朱元璋在奉天殿赐宴招待，赏赐黄金二百两、白金五千两、钞五百锭、彩帛百匹，然后派其返回。辞行之时，朱元璋亲切地抚摸着沐英说道：“使我对南方能高枕无忧的人，是你沐英啊。”沐英返回滇中后，在景东再败百夷。思伦发乞降，进贡土特产。阿资又反叛，沐英率军将其击败。南中全部平定。又派遣使者以兵威谕降诸番，番部有通过翻译辗转前来进贡者。
沐英在治理云南期间，他大力发展屯田，把屯田增减情况作为考察官吏政绩的主要依据，使屯田总数超过一百万亩。沐英还兴修水利，注重商业发展，召集商人进入云南；开发盐井，修理道路，保护粮运，使人民安居乐业。此外，他还在各地重修及兴建了一批儒学学宫，增设府州县学十几所，选择民间优秀人才及土官子弟读书。并亲颁学制、学规，礼聘人才任教。此外，沐英在征讨思伦发时，思伦发使用大象进行攻击。沐英在使用火器时改进了射击方式，提出三段击战术。
洪武二十五年（1392年）五月，沐英获悉皇太子朱标去世，为之痛哭。此前孝慈高皇后去世时，沐英哭得吐血。到这时身染疾病，五月十七日死于滇中，终年四十七岁。军民在里巷间相聚号哭，远处少数民族也都为之流涕。沐英归葬京城，追封为黔宁王，谥号昭靖，配享太庙。

## 家庭
配偶：
黔宁昭靖王原配夫人冯氏，早卒。无子。
黔宁昭靖王继夫人耿氏（1344-1431）宣德六年十一月壬朔卒，寿八十七。
侧室鲍生夫人方氏（1357-1439）浙江等处行中书省平章政事方复初的女儿。正统四年正月二十五日以寿终，年八十二。生一子沐昂。
侧室诰命夫人颜氏（？ -1448）正统五年（1440年）十一月己未，明英宗赐封驸马都尉沐昕母颜氏为诰命夫人。正统十三年九月卒。

后代：
沐英有五子，其中沐春、沐晟、沐昶（早殇）、沐昂，皆随父镇守云南，沐昕則為駙馬，娶常宁公主。
沐英长子沐春袭封「西平侯」，镇守云南。沐春死后，沐晟袭爵，因征安南有功，进「黔国公」。後代鎮守雲南直到南明滅亡。

## 文学作品
金庸的小說《鹿鼎記》中的女主角之一的沐劍屏被形容是沐英的後裔。

## 延伸阅读
[在维基数据编辑]
 《國朝獻徵錄·卷之五》，出自焦竑《國朝獻徵錄》
 《明史卷一百二十六》，出自《明史》

| 貴族爵位和頭銜（明朝） | 貴族爵位和頭銜（明朝） | 貴族爵位和頭銜（明朝） |
| ---------------------- | ---------------------- | ---------------------- |
| 新頭銜                 | 西平侯 1377年－1392年  | 繼任者： 長子沐春      |